# Beetlejuice
Série Beetlejuice
Beetlejuice Beetlejuice
(2024)
Pour plus de détails, voir Fiche technique et Distribution.
Beetlejuice est un film américain de Tim Burton sorti en 1988. Dans cette comédie fantastique, deux jeunes mariés récemment décédés deviennent des fantômes hantant leur ancienne maison et font appel à un « bio-exorciste » pour faire fuir ses nouveaux occupants.
La première version du scénario, beaucoup plus horrifique, est modifiée pour donner au film une orientation plus comique. Le film est un succès commercial et critique qui lance définitivement la carrière de Michael Keaton et révèle Winona Ryder au grand public. Il remporte notamment l'Oscar du meilleur maquillage ainsi que le Saturn Award du meilleur film d'horreur. Pour les analystes, Tim Burton joue avec ce film sur les oppositions d'époques et de genres et met au point ses marques de fabrique.
Le film connait une suite, Beetlejuice Beetlejuice, sortie en 2024, toujours réalisé par Tim Burton et avec le retour de plusieurs acteurs.

## Synopsis
Un couple de jeunes mariés heureux, Adam et Barbara Maitland, vivent dans une superbe villa à Winter River dans le Connecticut. Alors qu'ils sont en voiture, Barbara sort de la route en voulant éviter un chien et le véhicule plonge dans une rivière. Adam et Barbara rentrent chez eux mais s'aperçoivent vite qu'ils sont morts dans l'accident. Devenus des fantômes, ils ne peuvent quitter leur maison car ils se retrouvent alors dans une dimension désertique effrayante peuplée de gigantesques serpents de sables et où la notion du temps est différente comparé au monde réel.
Mais leur maison est vendue peu après à un couple de riches snobs new-yorkais, le couple Charles et Delia Deetz, qui emménagent avec Lydia, une adolescente gothique, fille de Charles et de sa première épouse. Les Deetz et leur décorateur, Otho, commencent à aménager la maison dans un style art moderne qui horrifie les Maitland. Adam et Barbara, grâce à un manuel destiné aux récents défunts, découvrent comment accéder à l'après-vie, un monde s'apparentant à une immense bureaucratie où les morts doivent gérer leur propre situation post-mortem. Juno, leur conseillère dans l'après-vie, les informe qu'ils doivent hanter leur maison pendant 125 ans et se débrouiller par eux-mêmes pour chasser ses occupants.
Les Maitland essaient donc d'effrayer les Deetz mais leurs tentatives sont infructueuses car ils sont invisibles pour les vivants. Seule Lydia peut les voir et elle se lie d'amitié avec eux. Les Maitland décident, malgré les mises en garde de Juno, d'invoquer Beetlejuice, l’ancien assistant de Juno qui a mal tourné et qui est maintenant devenue un « bio-exorciste » excentrique et peu digne de confiance, pour qu'il fasse fuir les Deetz. Le comportement pervers et grossier de Beetlejuice agace vite les Maitland, qui décident de le renvoyer mais pas avant que Beetlejuice ait réussi à causer plusieurs phénomènes surnaturels. Ces expériences persuadent les Deetz que la maison est hantée mais, loin de les effrayer, cela les convainc d'en faire une attraction touristique.
Otho conduit une séance de spiritisme avec le manuel pour prouver au patron de Charles que la maison est vraiment hantée. Les Maitland apparaissent mais commencent à se décomposer car Otho procède involontairement à un exorcisme. Lydia demande l'aide de Beetlejuice et celui-ci accepte à condition qu'elle l'épouse, ce qui lui permettra d'agir sur le monde matériel sans avoir besoin d'être invoqué. Beetlejuice interrompt l'exorcisme et chasse Otho et prépare hâtivement une cérémonie de mariage mais les Maitland réussissent à l'interrompre et Beetlejuice est dévoré par un serpent de sable. Les Maitland et les Deetz se mettent finalement d'accord pour vivre en harmonie dans la maison où Adam et Barbara deviennent comme des seconds parents pour Lydia, alors que Beetlejuice se retrouve dans la salle d'attente de l'après-vie où il tente de doubler un sorcier.

## Fiche technique
Sauf indication contraire, les informations mentionnées dans cette section peuvent être confirmées par la base de données cinématographiques IMDb,  présente dans la section « Liens externes ».
- Titre original et français : Beetlejuice
- Réalisation : Tim Burton
- Scénario : Michael McDowell et Warren Skaaren, d'après une histoire de Michael McDowell et Larry Wilson
- Musique : Danny Elfman
- Direction artistique : Tom Duffield
- Décors : Bo Welch
- Costumes : Aggie Guerard Rodgers (en)
- Photographie : Thomas E. Ackerman
- Son : Warren Hamilton Jr., Mark Pappas et David E. Stone
- Montage : Jane Kurson
- Production : Michael Bender, Richard Hashimoto et Larry Wilson
  - Production associée : Eric Angelson (non crédité)
- Société de production : La Compagnie Geffen
- Société de distribution : Warner Bros.
- Budget : 15 millions de dollars[1]
- Pays de production :  États-Unis
- Langue originale : anglais
- Format[2] : couleur (Technicolor) - 35 mm - 1,85:1 (Panavision) - son Dolby stéréo | Dolby Surround 7.1 (sortie Blu-ray) | Dolby Digital (version DVD)
- Genre : comédie fantastique
- Durée : 92 minutes
- Dates de sortie[3] :
  - États-Unis : 30 mars 1988
  - France : 14 décembre 1988 / 21 octobre 2009 (réédition)
- Classification[4] :
  - États-Unis : PG - Parental Guidance Suggested (Certaines scènes peuvent heurter les enfants - Accord parental souhaitable)
  - France : tous publics avec avertissement[5]

## Distribution

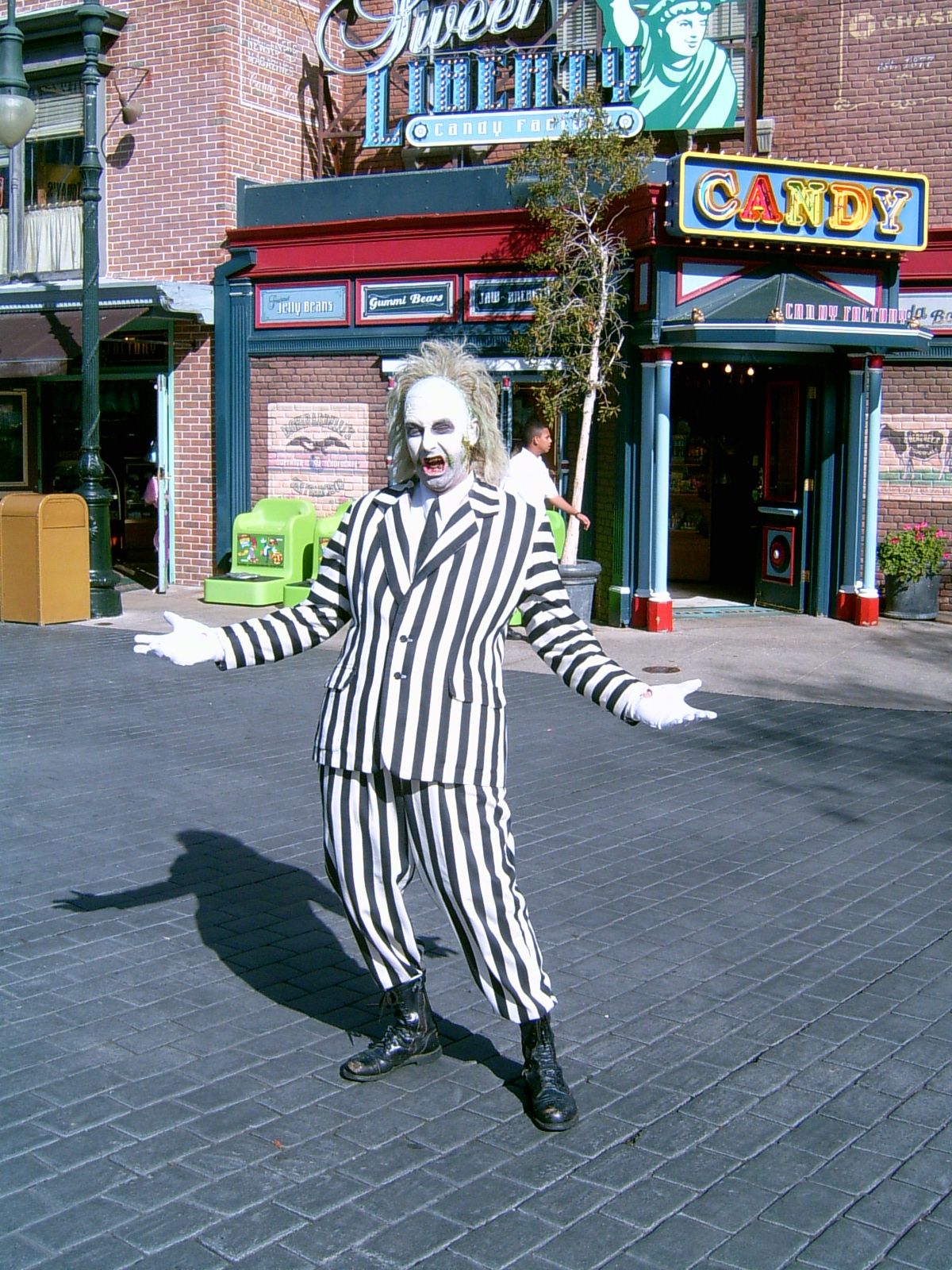
Un acteur costumé en Beetlejuice dans le parc d'attraction Universal Studios Hollywood.

- Michael Keaton (VF : Mario Santini ; VQ : Vincent Davy) : Beetlejuice (VQ : Bételgeuse)
- Alec Baldwin (VF : Daniel Lafourcade ; VQ : Pierre Auger) : Adam Maitland
- Geena Davis (VF : Kelvine Dumour ; VQ : Marie-Andrée Corneille) : Barbara Maitland
- Winona Ryder (VF : Martine Regnier) : Lydia Deetz
- Jeffrey Jones (VF : Patrick Préjean ; VQ : Carl Béchard) : Charles Deetz
- Catherine O'Hara (VF : Arlette Thomas ; VQ : Claudine Chatel) : Delia Deetz
- Glenn Shadix (VF : Richard Darbois ; VQ : Jean-Louis Millette) : Otho
- Sylvia Sidney (VF : Lita Recio ; VQ : Élizabeth Chouvalidzé) : Juno
- Robert Goulet (VF : Pierre Hatet ; VQ : Aubert Pallascio) : Maxie Dean
- Maree Cheatham (VF : Perrette Pradier) : Sarah Dean
- Annie McEnroe (VF : Marie-Laure Beneston) : Jane Butterfield
- Susan Kellerman (VF : Véronique Augereau) : Grace
- Dick Cavett (VQ : Hubert Fielden) : Bernard
- Adelle Lutz : Beryl
- Tony Cox : le prêtre
- Jack Angel : la voix du prêtre
- Charles Schneider (VF : Guy Piérauld) : l'homme pendu aplati qui reçoit Adam et Barbara pour voir Juno
- Patrice Martinez (VF : Martine Meirhaeghe) : Miss Argentina, réceptionniste de l’au-delà

Sources doublage : AlloDoublage (VF) et doublage.qc.ca

## Production

### Développement du projet
Après le succès de Pee-wee's Big Adventure (1985), Tim Burton étudie divers scénarios qui lui sont envoyés mais est découragé par leur manque d'imagination et d'originalité. David Geffen lui soumet alors le scénario de Beetlejuice, écrit par Michael McDowell, déjà auteur du scénario de The Jar (1986), l'épisode d'Alfred Hitchcock présente que Burton vient de réaliser. Burton est conquis par « son humour noir et son sens du macabre » et accepte de le mettre en scène.
La version du scénario de McDowell est beaucoup plus horrifique que le résultat final. L'accident de voiture du début du film est décrit de façon réaliste, le bras de Barbara étant écrasé et le couple hurlant à l'aide alors que leur voiture coule lentement. Au lieu d'être forcés de chanter et danser durant un repas, les Deetz et leurs invités sont attaqués par une moquette représentant des plantes grimpantes qui s'anime et s'enchevêtre dans leur chair. Beetlejuice, qui ne peut être contrôlé comme dans la version définitive, tente de tuer les Deetz au lieu de leur faire peur et veut violer Lydia et non pas se marier avec elle. Les Deetz ont aussi dans cette version un autre enfant, une fille de neuf ans, qui est celle qui peut voir les Maitland. À la fin du film, Beetlejuice la mutile avant de prendre la forme d'un démon ailé et d'être détruit par le moyen d'un rituel. En conclusion de cette version, les Maitland se transforment en version miniature d'eux-mêmes et vont habiter dans la maquette de leur maison à leur échelle.
Larry Wilson est engagé pour continuer à travailler sur le scénario avec McDowell mais les deux hommes sont par la suite remplacés par Warren Skaaren en raison de différends d'ordre créatif avec les producteurs, qui ne cessent de soulever des questions sur le script. La version de Skaaren change le ton du film en le rendant plus comique. Il représente l'après-vie sous la forme d'une bureaucratie complexe et introduit les numéros musicaux du film, les chansons choisies initialement étant des tubes de la Motown. Beetlejuice y est décrit plus comme un pervers semeur de troubles que comme un meurtrier. Dans la première mouture du scénario de Skaaren, la fin prévoyait que les Deetz rentrent à New York mais que Lydia reste avec les Maitland mais aussi la première version de Skaaren conservait certaines des caractéristiques les plus sinistres de Beetlejuice de McDowell ou la véritable forme de Beetlejuice était celle de l'homme du Moyen-Orient, et une grande partie de ses dialogues a été écrite en anglais vernaculaire afro-américain. Lorsque Lydia resta aux soins des Maitlands qui avec l'aide de Lydia transforment l'extérieur de leur maison en une maison hantée stéréotypée tout en ramenant l'intérieur à son état antérieur. Il présentait également des scènes supprimées telles que l'agent immobilier Jane essayant de convaincre les Deetz de lui permettre de vendre la maison pour eux (après la leur avoir vendue en premier lieu - Charles et Delia déclinent) et une révélation sur la façon dont Beetlejuice était mort des siècles plus tôt (il avait tenté de se pendre alors qu'il était ivre - après avoir été rejeté par une femme - pour ensuite tout gâcher et mourir lentement en s'étouffant plutôt que rapidement en se brisant le cou) et a fini par travailler pour Juno avant de se lancer dans l'aventure en tant que « bio-exorciste indépendant ».
Rétrospectivement, McDowell a été impressionné par le nombre de personnes faisant le lien entre le titre du film et l'étoile Bételgeuse. D’autres changements ont été apportés dans le troisième script par Warren Skaaren, la séquence où le couple Maitland va sur Saturne (dimension désertique des vers de sables) en sortant de leur l’habitation a été remplacée par des engrenages qui tournaient et au fur et à mesure ils détruisaient la structure de l’espace-temps mais cette scène a été supprimée car c’était trop confus.

### Choix des interprètes
Tim Burton pense tout d'abord à Sammy Davis, Jr. pour interpréter le rôle de Beetlejuice mais la Warner refuse. C'est David Geffen qui lui suggère d'engager Michael Keaton. Burton n'est pas familier avec le travail de l'acteur mais est rapidement convaincu après l'avoir rencontré. Burton affirme au sujet de l'acteur : « Michael est complètement cintré, c'est un maniaque, une pile électrique et il a des yeux incroyables. J'adore les yeux chez les gens et il a une paire d'yeux proprement hallucinants ». Drew Barrymore et Alyssa Milano ont toutes les deux auditionnées pour le rôle de Lydia Deetz.
Burton choisit Winona Ryder après l'avoir vue dans Lucas (1986), son premier film. Geena Davis et Catherine O'Hara signent rapidement mais les autres acteurs sont plus difficiles à convaincre car, d'après Burton, ils ne savent pas quoi penser de cet étrange scénario. La directrice de casting Jane Jenkins affirme que David Geffen a fini par convaincre l'agent de Michael Keaton que l'acteur rencontre Tim Burton grâce au plus beau numéro de persuasion qu'elle ait vu de toute sa carrière, tandis qu'elle-même a longtemps négocié avec les parents de Winona Ryder pour qu'ils la laissent jouer dans le film et que Tim Burton a supplié Sylvia Sidney d'accepter d'interpréter un rôle secondaire.

### Tournage

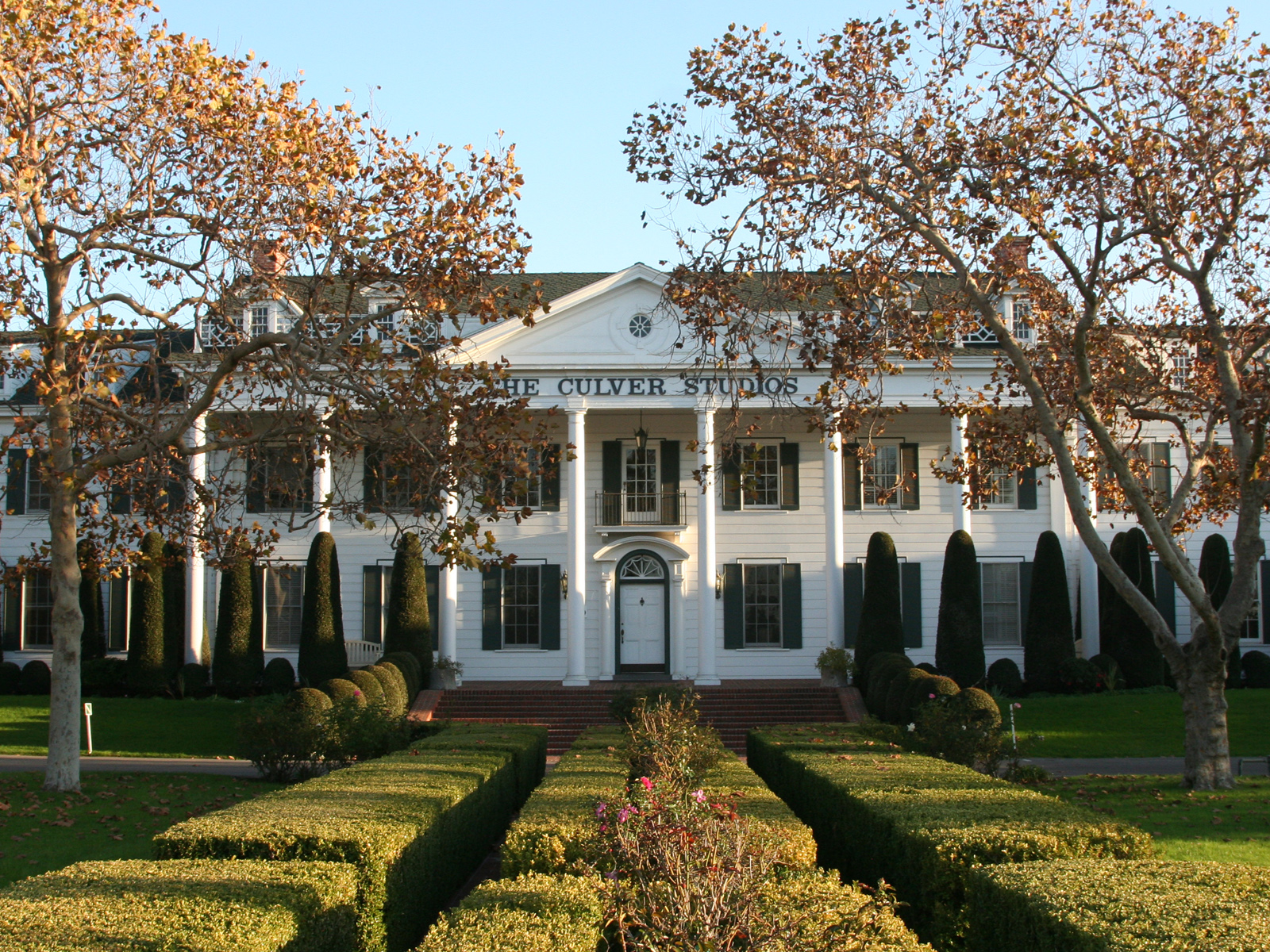
Les Culver Studios, où s'est déroulé le tournage.

Le tournage se déroule de mars à juin 1987, presque entièrement dans les Culver Studios de Culver City, seules quelques scènes d'extérieurs étant tournées à East Corinth, dans le comté d'Orange (Vermont). Sur les 13 000 000 $ de budget du film, un million est consacré aux effets spéciaux. Étant donné la large variété de ceux-ci (animation en volume, prothèses de maquillage, effets mécaniques, etc.), l'intention de Tim Burton est de les réaliser dans un style similaire à celui de Ray Harryhausen dans les séries B de son enfance. Le réalisateur affirme qu'il voulait qu'ils « fassent un peu fauchés » et « soient désuets ». Burton veut travailler avec le chef décorateur Anton Furst, car il a été impressionné par son travail pour La Compagnie des loups (1984), mais celui-ci s'est déjà engagé pour High Spirits (1988), un choix qu'il regrettera par la suite. Il engage donc Bo Welch, avec qui il travaillera à nouveau pour Edward aux mains d'argent et Batman : Le Défi et qui décrit les décors comme « une hiérarchie de réalités qui vous mène dans l'irréalité ». Pendant le tournage, Tim Burton se lie d'amitié avec Michael Keaton et le choisira pour qu'il interprète Bruce Wayne dans les deux premiers Batman. Les deux hommes passent beaucoup de temps à discuter du personnage, trouvant ainsi la plupart des gags le concernant.
Les projections test faites sans la musique sont très négatives avant de devenir beaucoup plus favorables avec les ajouts musicaux. L'accueil particulièrement favorable réservé aux scènes dans la salle d'attente poussent Tim Burton à filmer un épilogue dans lequel Beetlejuice met en colère un réducteur de têtes. C'est cette fin qui est choisie parmi les quelques versions qui en sont tournées,. Les responsables de Warner Bros. n'aiment pas le titre du film et veulent l'appeler House Ghosts (« Fantômes de maison »). Burton leur propose en plaisantant le titre Scared Sheetless, jeu de mots entre Scared Shitless (« avoir une peur bleue ») et Sheetless (« sans drap »), et est horrifié quand le titre est sérieusement envisagé. Le réalisateur finit par avoir gain de cause.

## Bande originale
La bande originale du film est composée par Danny Elfman. Elle sort le 7 juin 1988 sous le label Geffen Records et comprend deux chansons d'Harry Belafonte, Day-O et Jump in the Line (Shake, Senora), sur les quatre qu'on peut entendre dans le film (les deux autres sont Man Smart, Woman Smarter et Sweetheart From Venezuela). Elle est décrite par AllMusic comme « un parfait mélange entre les côtés absurde et effrayant » du film.

## Accueil

### Sortie du film et box-office
Le film sort aux États-Unis le 1er avril 1988 dans 1 000 salles et rapporte plus de 8 000 000 $ pour son premier week-end d'exploitation. Il reste quatre semaines en tête du box-office américain et rapporte au total 73 707 461 $ dans les seuls États-Unis, plus de cinq fois son budget, ce qui le classe à la 10e place du box-office annuel. Il réalise 628 458 entrées en France. Le succès commercial inattendu du film vaut à Tim Burton d'être confirmé par Warner Bros au poste de réalisateur de Batman.

### Accueil critique
Il est également bien accueilli par la critique. Il recueille 84 % de critiques favorables, avec un score moyen de 7⁄10 et sur la base de 57 critiques collectées, sur le site Rotten Tomatoes. Sur le site Metacritic, il obtient un score de 67⁄100, sur la base de 13 critiques collectées.
Jonathan Rosenbaum, du Chicago Reader, évoque « une comédie horrifique plutôt originale » aux effets spéciaux « en carton-pâte qui ont un charme désuet » et un « numéro extravagant » de Michael Keaton. Pour Desson Howe, du Washington Post, c'est une « comédie hilarante et sardonique », « totalement bizarre mais parfaitement réalisée » où Michael Keaton « joue avec une jubilation évidente ». Nicolas Saada, des Cahiers du cinéma, estime que le film est doté d'un « humour noir typiquement américain qui fonde les gags sur une manière très originale de rendre le fantastique ordinaire et le quotidien monstrueux » et qu'il « rappelle le meilleur de Joe Dante et comporte deux ou trois scènes d'anthologie comme la sublime séquence du repas familial et le final où réalité et illusion arrivent à faire bon ménage ». Alain Garsault, de Positif, évoque un film parvenant « à allier comique, fantastique et horreur avec une vitalité, une invention et une joie évidente dans la fabrication de l'illusion » qui lui rappelle Georges Méliès et où les personnages des Maitland et des Deetz l'intéressent beaucoup plus que celui de Beetlejuice. Et pour Aurélien Ferenczi, de Télérama, « épouvante, burlesque et grotesque se mêlent en un carnaval étonnant. La composition de Michael Keaton en démon lubrique est irrésistible, et la scène légendaire où les convives d'un dîner sont possédés par la Banana Boat Song, de Harry Belafonte, est un moment d'anthologie ».
Parmi les critiques mitigées ou négatives, Roger Ebert, du Chicago Sun-Times, lui donne 2 étoiles sur 4, estimant que le film repose sur « une idée assez astucieuse » et bénéficie de décors inspirés et d'une bonne interprétation générale, notamment de Geena Davis et Jeffrey Jones, mais que l'inspiration se délite par la suite, tournant à la « bouffonnerie », et que les apparitions de Michael Keaton sont « pénibles ». Et Janet Maslin, du New York Times, évoque un film qui n'est que « rarement amusant » et où il n'y a « pas vraiment de scénario, seulement une parade de gags visuels arbitraires ».

## Distinctions
Entre 1989 et 2008, Beetlejuice a été sélectionné 18 fois dans diverses catégories et a remporté 7 récompenses.
Il figure à la 88e place de la liste AFI's 100 Years… 100 Laughs établie en 2003 par l'American Film Institute.

### Récompenses
| Année | Festivals de cinéma                                                | Prix                                                                     | Lauréat(es)                             |
| ----- | ------------------------------------------------------------------ | ------------------------------------------------------------------------ | --------------------------------------- |
| 1989  | Oscars du cinéma                                                   | Oscar des meilleurs maquillages                                          | Ve Neill, Steve LaPorte et Robert Short |
| 1989  | BMI Film and TV Awards                                             | BMI Film Music Award                                                     | Danny Elfman                            |
| 1989  | National Society of Film Critics                                   | NSFC Award du meilleur acteur                                            | Michael Keaton                          |
| 1989  | Young Artist Awards                                                | Young Artist Award du meilleur film d'animation familiale ou fantastique | -                                       |
| 1990  | Saturn Awards - Academy of Science Fiction, Fantasy & Horror Films | Saturn Award du meilleur film d'horreur                                  | -                                       |
| 1990  | Saturn Awards - Academy of Science Fiction, Fantasy & Horror Films | Saturn Award de la meilleure actrice dans un second rôle                 | Sylvia Sidney                           |
| 1990  | Saturn Awards - Academy of Science Fiction, Fantasy & Horror Films | Saturn Award du meilleur maquillage                                      | Ve Neill, Steve LaPorte et Robert Short |

### Nominations
| Année | Festivals de cinéma                                                | Prix                                | Nommé(es)                                                  |
| ----- | ------------------------------------------------------------------ | ----------------------------------- | ---------------------------------------------------------- |
| 1989  | BAFTA Awards / Orange British Academy Film Awards                  | Meilleurs maquilleurs               | Ve Neill, Steve LaPorte et Robert Short                    |
| 1989  | BAFTA Awards / Orange British Academy Film Awards                  | Meilleurs effets spéciaux           | Peter Kuran, Alan Munro, Robert Short et Ted Rae           |
| 1989  | Prix Hugo                                                          | Meilleure présentation dramatique   | Tim Burton, Michael McDowell, Warren Skaaren, Larry Wilson |
| 1989  | Kids' Choice Awards                                                | Film préféré (Blimp Award)          | The Geffen Company                                         |
| 1989  | Kids' Choice Awards                                                | Film préféré (Kids' Choice Award)   | -                                                          |
| 1990  | Saturn Awards - Academy of Science Fiction, Fantasy & Horror Films | Meilleure réalisation               | Tim Burton                                                 |
| 1990  | Saturn Awards - Academy of Science Fiction, Fantasy & Horror Films | Meilleur scénario                   | Michael McDowell et Warren Skaaren                         |
| 1990  | Saturn Awards - Academy of Science Fiction, Fantasy & Horror Films | Meilleur acteur dans un second rôle | Michael Keaton                                             |
| 1990  | Saturn Awards - Academy of Science Fiction, Fantasy & Horror Films | Meilleure musique                   | Danny Elfman                                               |
| 1990  | Saturn Awards - Academy of Science Fiction, Fantasy & Horror Films | Meilleurs effets spéciaux           | Peter Kuran, Alan Munro, Ted Rae et Robert Short           |
| 2008  | Satellite Awards                                                   | Meilleur DVD classique              | Édition Deluxe 20e anniversaire                            |

## Analyse
Pour Nicolas Saada, des Cahiers du cinéma, Tim Burton remet en cause « le pouvoir évocateur et suggestif du cinéma » avec cette histoire de fantômes où la « préoccupation essentielle des deux héros est un peu celle d'un metteur en scène : comment faire peur en 1988 ? » Les méthodes classiques ne fonctionnant pas, ils font appel aux effets spéciaux, dont Beetlejuice est la métaphore. Le personnage interprété par Sylvia Sidney, célèbre actrice des années 1930 qui a notamment tourné avec Fritz Lang, met les Maitland en garde contre Beetlejuice, ce qui symbolise l'avertissement du « classicisme hollywoodien contre la pyrotechnie abusive du Hollywood des années 1980 ». À la fin, le personnage joué par Winona Ryder, dont le visage rappelle « ceux des actrices du muet », accepte le marché que lui propose Beetlejuice, ce qui sonne comme une « réconciliation possible entre le jeune cinéma à effets spéciaux et ses ancêtres » représentée par le film lui-même à travers ses effets très simples.
Selon Alain Garsault, de Positif, la principale qualité du film est « l'invention d'un comique cinématographique fondé sur le fantastique et l'horreur » sans tomber dans la parodie mais en « inversant le rapport du spectateur à l'horreur ». Ainsi, ce qui est censé provoquer la répulsion déclenche en fait le rire, par exemple les transformations du visage des Maitland, par l'absence d'effet de surprise et parce que le spectateur souhaite que les Deetz soient effrayés. Ce n'est plus sa propre peur qui intéresse le spectateur mais le spectacle de la peur des autres personnages. Par ailleurs, le film combine le « ton allègre » de la satire de mœurs à une « construction dramatique » du scénario avec des personnages se répartissant « en deux groupes symétriques », deux couples (les Maitland et les Deetz) flanqués chacun de leur bouffon (Beetlejuice et Otho) capable de ruiner leur vie. Pour Antoine de Baecque, le film tire sa force première des oppositions, sortes de « mariages impossibles », sur lesquelles il repose : « le macabre et le rire, l'épouvante et le grotesque, la chronique quotidienne et l'expressionnisme, la terreur face à la mort et le surréalisme des séquences d'animation ».
Antoine de Baecque considère par ailleurs dans son livre que Tim Burton met au point avec ce deuxième long métrage ses marques de fabrique, le succès du film le confortant dans ses théories selon lesquelles le public ne suit pas forcément les conventions hollywoodiennes. La clarté de l'intrigue et la virtuosité de la mise en scène sont reléguées au second plan car le réalisateur donne la priorité à la conception des personnages et des lieux. Il préfère créer un univers étrange, avec des décors et des costumes aux styles aisément reconnaissables, dans lequel ce sont les personnages qui entraînent le récit et non l'inverse. De Baecque estime même que Burton n'est pas loin d'être « davantage accessoiriste que metteur en scène, décorateur que cinéaste, maquilleur que dramaturge » et qu'il le revendique.

## Adaptations

### Projets de suite
En 1990, Tim Burton engage Jonathan Gems pour écrire une suite du film intitulée Beetlejuice Goes Hawaiian. Gems raconte que Burton trouvait amusante l'idée de mélanger la toile de fond d'un film de plage avec l'expressionnisme allemand car les deux ne vont vraiment pas ensemble. L'histoire prévoit que la famille Deetz s'installe à Hawaï où Charles crée un complexe touristique. Ils découvrent vite que celui-ci a été construit sur un cimetière et l'esprit d'un sorcier hawaïen vient semer le trouble. Lydia fait alors appel à Beetlejuice, le script prévoyant que celui-ci devienne un héros local en remportant un concours de surf par magie. Michael Keaton et Winona Ryder sont d'accord pour jouer dans le film à la condition que ce soit Tim Burton qui le réalise mais ce dernier est alors occupé par la production de Batman : Le Défi et le projet est mis de côté,. En 1996, Warner Bros. approche Kevin Smith pour réécrire le scénario mais celui-ci décline la proposition, estimant que tout a été dit avec le premier film et qu'une suite est superflue. Le projet est abandonné en 1997, Winona Ryder étant désormais trop âgée pour reprendre son rôle.
En septembre 2011, Warner Bros. engage Seth Grahame-Smith pour écrire un nouveau scénario d'une suite. Grahame-Smith, auteur du scénario de Dark Shadows (2012), a comme intention d'écrire une suite qui respecte l'esprit de l'œuvre originale et tient à ce que Michael Keaton reprenne son rôle. Keaton et Tim Burton annoncent qu'ils participeront au projet s'ils trouvent que le scénario est bon.
En octobre 2013, Tim Burton est en pourparlers pour réaliser le film et Winona Ryder confirme le mois suivant que la production de Beetlejuice 2 est en bonne voie et évoque sa possible participation. En février 2014, Keaton confirme avoir contacté Tim Burton au sujet de la production d'une suite, et que les discussions préliminaires sont lancées. En décembre 2014, Tim Burton confirme que Beetlejuice 2 est bien en chantier et que Michael Keaton et Winona Ryder feront bien partie du casting. Il a également révélé qu'il ne s'agira pas d'une suite directe du premier film.
Le 11 août 2015, Winona Ryder confirme sa participation à Beetlejuice 2 lors de l'émission Late Night with Seth Meyers. En mai 2016, Burton déclare lors d'une interview : « C'est une chose que je voudrais vraiment faire, mais dans les bonnes circonstances, car il s'agit d'un film qui doit être irréprochable. Il ne s'agit pas d'un film qui réclamerait désespérément une suite dans l'optique d'en faire une trilogie. Alors si les bonnes dispositions sont réunies nous le ferons car j'aime bien le personnage et Michael Keaton l'interprète très bien. Mais rien n'est encore décidé ». En octobre 2017, Warner Bros. engage Mike Vukadinovich pour la réécriture du script.
Le film est finalement confirmé, sous le titre Beetlejuice Beetlejuice. Tim Burton est à la réalisation de cette suite qui sort en salle le 4 septembre 2024 aux États-Unis et le 11 en France. Michael Keaton reprend son rôle ainsi que Winona Ryder. Jenna Ortega est également annoncée dans le rôle de la fille de Lydia. Le tournage débute à Londres le 11 mai 2023.

### Autres adaptations
À la suite du succès du film, une série télévisée d'animation du même nom est produite par Nelvana et est diffusée sur ABC puis sur la Fox de 1989 à 1992. Tim Burton en a été le producteur délégué.
Deux jeux vidéo adaptés du film sont sortis : Adventures of Beetlejuice: Skeletons in the Closet sur PC en 1990 et Beetlejuice sur NES en 1991. Un troisième jeu vidéo, adapté de la série d'animation, est sorti en 1992 sur Game Boy.
Beetlejuice a également eu pour produits dérivés des comic books édités par Harvey Comics. En 1991, Beetlejuice, un récit complet a été publié. En 1992 et 1993, une série Crimebusters On The Haunt a été publié. Un jeu de société inspiré du dessin animé et publié par Canada Games, Beetlejuice Bone to Pick Game, est sorti en 1990 et une gamme de jouets Beetlejuice est sortie chez Kenner.
La comédie musicale Beetlejuice, directement inspirée du film est créée au National Theatre de Washington en novembre 2018 .